# Szczęście nigdy nie przychodzi samo
Szczęście nigdy nie przychodzi samo (fr. Un bonheur n'arrive jamais seul) – francuska komedia romantyczna z 2012 roku w reżyserii Jamesa Hutha. Wyprodukowany przez Pathé. W filmie występują Gad Elmaleh, Sophie Marceau i Maurice Barthélémy.

## Opis fabuły
Pianista jazzowy Sacha Keller (Gad Elmaleh) prowadzi beztroskie życie. Lubi zabawę i flirtowanie. To wszystko przestaje być ważne, gdy poznaje czterdziestoletnią Charlotte (Sophie Marceau). Zauroczony ze zgrozą odkrywa, że ma ona trójkę dzieci.

## Obsada
- Gad Elmaleh jako Sacha
- Sophie Marceau jako Charlotte
- Maurice Barthélémy jako Laurent
- François Berléand jako Alain Posche
- Michaël Abiteboul jako Lionel
- Julie-Anne Roth jako Chris
- Macha Méril jako Mme Keller
- François Vincentelli jako César
- Timéo Leloup jako Léonard
- Milena Chiron jako Suzy
- Timothé Gauron jako Louis

i inni